# امپراتوری کره
امپراتوری کره در سال ۱۸۹۷ پس از سلسله چوسان تشکیل شد و یک حکومت تحت نفوذ امپراتوری روسیه بود که در سال ۱۹۱۰ به دنبال اشغال کره به دست امپراتوری ژاپن از بین رفت. علی‌رغم اینکه این قلمرو امپراتوری نامیده می‌شود، هیچ‌گونه فرقی با پادشاهی‌های گذشتهٔ چوسان و گوریو از لحاظ وسعت نداشته‌است.
امپراتور گوجونگ در طول امپراتوری کره، اصلاحات گوانگمو، مدرنیزاسیون جزئی و غربالگری نظامی، اقتصاد، اداره سرزمین، ادارات آموزشی و صنایع مختلف را نظارت کرد. در سال ۱۹۰۵، امپراتوری کره تحت‌الحمایه امپراتوری ژاپن شد و پس از ضمیمه به ژاپن در سال ۱۹۱۰، منحل شد.

## تاریخچه
پس از پیروزی ژاپن در جنگ اول چین و ژاپن، چوسان از سلسله چینگ استقلال یافت. شکل امپراتوری مورد نظر بسیاری از سیاستمداران بود زیرا آنها فکر می‌کردند که این بهترین راه برای حفظ استقلال کره است. به درخواست بسیاری از مقامات، گوجونگ کره تصمیم به اعلام امپراتوری کره گرفت. در سال ۱۸۹۷، گوجونگ تاج‌گذاری خود را در هوانگودان انجام داد و امپراتوری کره را اعلام کرد. نام امپراتوری جدید، داهان، توسط گوجونگ تعیین شد و سال رگنال به گوانگمو تغییر یافت و سال ۱۸۹۷ اولین سال گوانگمو شد. این امر منجر به درگیری با سلسله چینگ شد، اما به دلایل نامعلومی، این درگیری ختم به خیر شد. گوجونگ در سال ۱۸۹۸ قانون اساسی کشور را ارائه کرد که مطابق آن پادشاه تمامی اختیارات را بر عهده داشت.

## پادشاهان
| # | نام     | دورهٔ زندگانی (میلادی) | نسبت با امپراتورهای قبلی           | دورهٔ حکومت (میلادی) |
| - | ------- | --------------------- | ---------------------------------- | ------------------- |
| ۱ | گوجونگ  | ۱۸۵۲–۱۹۱۹             | از نسل اینجو و فرزندخوانده چولجونگ | ۱۸۹۷–۱۹۰۷           |
| ۲ | سونجونگ | ۱۸۴۷–۱۹۲۶             | پسر گوجونگ                         | ۱۹۰۷–۱۹۱۰           |